# Observatorio Radcliffe
El Observatorio Radcliffe fue el observatorio astronómico de la Universidad de Oxford desde 1773 hasta 1934, cuando la Administración Radcliffe lo vendió y construyó un nuevo observatorio en Pretoria, Sudáfrica. Este último aparece en la página del Minor Planet Center, como "Radcliffe Observatory, Pretoria" con referencia 079.

## Historia
El observatorio fue fundado y el nombre del patrono John Radcliffe. Fue construido sobre la sugerencia del astrónomo Thomas Hornsby, quien ocupaba la presidencia Savilian de la Astronomía, a raíz de la observación del tránsito notable de Venus por el disco del Sol en 1769, desde una habitación en el cercano Hospital John Radcliffe.
El edificio del observatorio se comenzó con los diseños de Henry Keene en 1772, y fue completado en 1794, con diseños de James Wyatt, sobre la base de la Torre de los Vientos en Atenas.
Hasta 1839, el presidente de la Asociación Saviliana de Astronomía fue el responsable del observatorio. En esta fecha, el nombramiento de George Henry Sacheverell Johnson, un astrónomo sin experiencia en la observación, provocó la creación del nuevo puesto de Observador de Radcliffe.
Debido a las condiciones de visión, meteorología, y al desarrollo urbano de Oxford, el observatorio se trasladó a Sudáfrica en 1939. Con el tiempo, el emplazamiento de Pretoria también se hizo insostenible y la instalación se combinó con otras en el Observatorio Astronómico de Sudáfrica (SAAO) a comienzos de la década de 1970.
El edificio se utiliza actualmente por el Green Templeton College de Woodstock Road y forma una pieza central de la universidad. Está cerca del Somerville College. Los instrumentos originales se encuentran en el Museo de Historia de la Ciencia en el centro de Oxford.